# アラン・ペイジ
アラン・ペイジ（Alan Cedric Page、1945年8月7日 - ）は、アメリカ合衆国オハイオ州カントン出身のアメリカンフットボールの元選手・裁判官である。ディフェンシブタックルとして、1967年シーズンから1981年シーズンまでミネソタ・バイキングス、シカゴ・ベアーズで15年間プレーした。
ミネソタ・バイキングスでは、「パープル・ピープル・イーターズ」と呼ばれた強力ディフェンスの一員として、多くのQBサックを記録し、バイキングスの4回のスーパーボウル出場に貢献した。1971年シーズンには、守備の選手として初めてシーズンMVPに選出され、最優秀守備選手にも選出されている。
ノートルダム大学で政治学の学士を取得後、プロフットボールをプレーする傍らミネソタ・ロースクールで法務博士を取得したペイジは、プロ生活を続けながら法律事務所で働いた。引退後の1991年、ミネソタ州最高裁判所の判事に就任し、2015年に70歳で定年退職するまで在職した。
1993年、プロフットボール殿堂入り。2018年、トランプ大統領より大統領自由勲章を授与された。
NFL100周年チームに選出されており、偉大なディフェンシブラインマンの一人として知られている。